# Mohamed Taieb Naciri

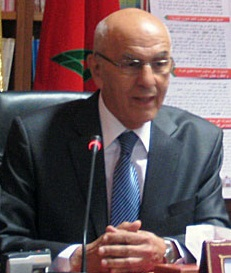
Mohamed Taieb Naciri

Mohamed Taieb Naciri (arabisch محمد الطيب الناصري, DMG Muḥammad aṭ-Ṭayyib an-Nāṣiriyy; * 14. Dezember 1939 in Casablanca; † 29. Mai 2012 in Rabat) war ein marokkanischer Jurist und Politiker.

## Leben
Naciri studierte Rechtswissenschaften an der Hassan-II-Universität Nach seinem Studium war er als Rechtsanwalt tätig. Er vertrat unter anderem die königliche marokkanische Familie bei Gerichtsfällen. Vom 4. Januar 2010 bis zum 3. Januar 2012 war Naciri als Nachfolger von Abdelwahed Radi Justizminister von Marokko im Regierungskabinett von Abbas al-Fassi. Sein Nachfolger wurde Mustafa Ramid. Naciri starb im Mai 2012 an einem Herzinfarkt in Rabat.